# サント＝マリー (レユニオン)

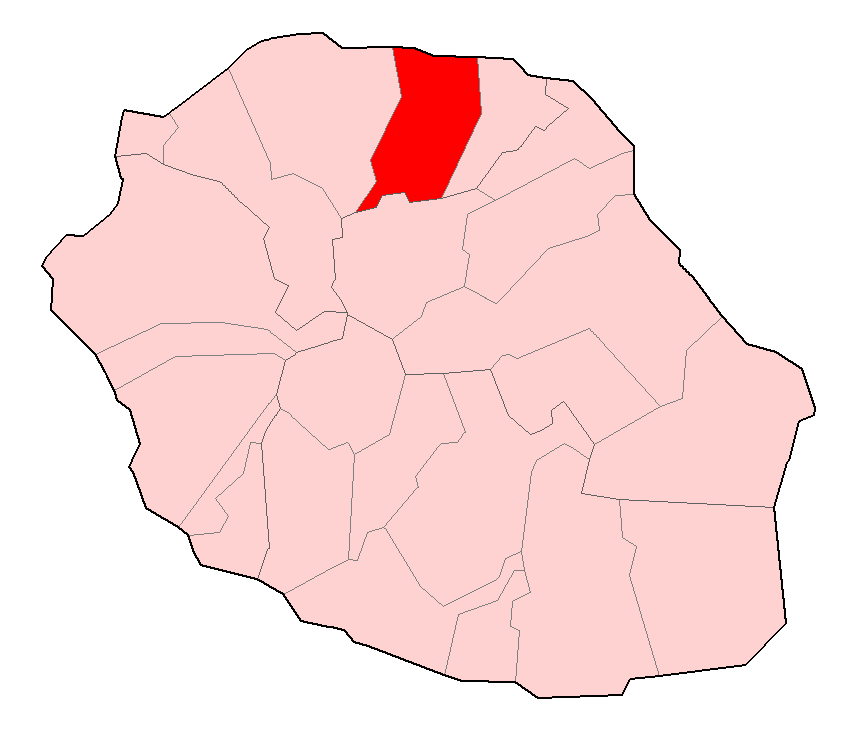
サント＝マリーの位置

サント＝マリー（Sainte-Marie）は、フランス海外県レユニオンのコミューン。レユニオン島の北端に位置し、首都サン＝ドニの東に隣接する。人口は33,367人（2009年）。
レユニオンの空の玄関であるローラン・ギャロス空港があり、ここを本拠とするエール・オーストラルの本部もこの町におかれている。町には小規模な漁港とショッピングセンター、2008年開業の蒸留所がある。